# Gymnopsyra
Gymnopsyra is een kevergeslacht uit de familie van de boktorren (Cerambycidae). De wetenschappelijke naam van het geslacht werd voor het eerst geldig gepubliceerd in 1937 door Linsley.

## Soorten
Gymnopsyra omvat de volgende soorten:
- Gymnopsyra aspera Knull, 1962
- Gymnopsyra bupalpa Chemsak, 1991
- Gymnopsyra chemsaki Linsley, 1963
- Gymnopsyra magnipunctata (Knull, 1934)